# Theler (Adelsgeschlecht)

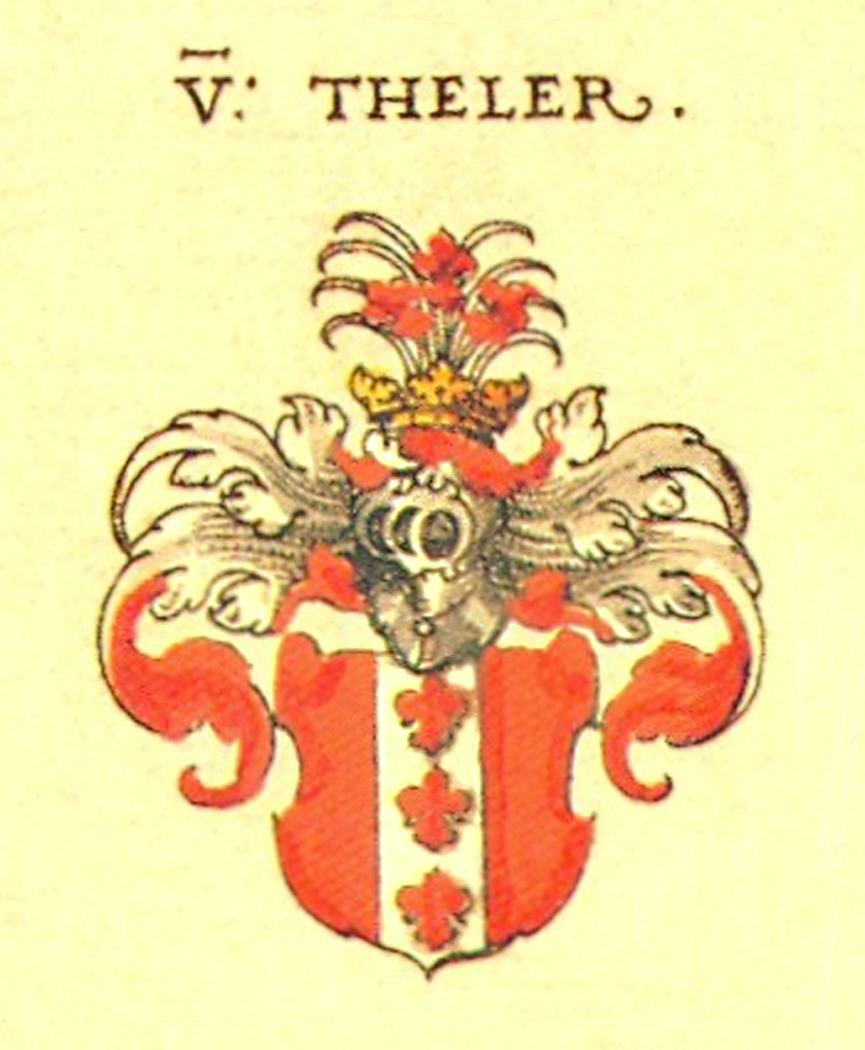
Wappen derer von Theler

Die Familie von Theler war ein altes Freiberger Patrizier- bzw. Adelsgeschlecht, das u. a. in der Mark Meißen, in der Lausitz und in Böhmen Besitzungen hatte.

## Geschichte
Die ältesten in der Literatur genannten Vertreter der Familie sind Conrad, Thiemann und Heinrich von Theler aus Freiberg, welche ab 1093 im Dienste der Markgrafen von Meißen standen. 1316–30 sind Conrad von Theler und sein gleichnamiger Sohn für die Markgrafen von Meißen in den Krieg gezogen und haben hernach das Rittergut Höckendorf erhalten und die Bergwerke um diesen Ort und in Edle Krone begründet. Nach der teilweisen Zerstörung am 25. August 1557 durch einen Wolkenbruch, wurden diese 1565 mit dem Rittergut Höckendorf an den Kurfürsten August von Sachsen verkauft.
Auf einen dieser Conrad von Theler gehen auch die einst sieben Thelersäulen (1332/1360) aus dem 14. Jahrhundert zwischen Höckendorf und Obercunnersdorf zurück, von denen noch drei erhalten sind. Ebenso das Erbbegräbnis und der Altar (1334–37) in der Höckendorfer Kirche, die mit dem südlich benachbarten Bauernhof auf den Grundmauern des im 16. Jahrhundert durch Kurfürst Christian II. von Sachsen zerstörten Rittergutes steht. Die Familie besaß neben Höckendorf insbesondere die Rittergüter bzw. Herrschaften Potschappel, Neschwitz, Ober- und Nieder-Gersdorf und Laasow. Die Familie von Theler erlosch nach 1792 im Mannesstamm.

## Wappen
Das Wappen ist Rot, mit einem silbernen Pfahl, belegt mit drei übereinandergestellten roten Lilien. Die Helmdecken sind rot-weiß.

## Herrschaften und Besitzungen (Auswahl)
- Höckendorf: 1330–1565
- Klingenberg: 1351
- Dorfhain: 1351
- Ruppendorf: 1449
- Groß- und Klein-Hänichen: 1560
- Schönwald: 1560
- Somsdorf: 1560
- Streckenwald: 1560
- Potschappel: 1565–1648
- Reichenbach: um 1600
- Neschwitz: nach 1615–89
- Pannewitz: 1631–1704
- Sollschwitz: 1642–1721

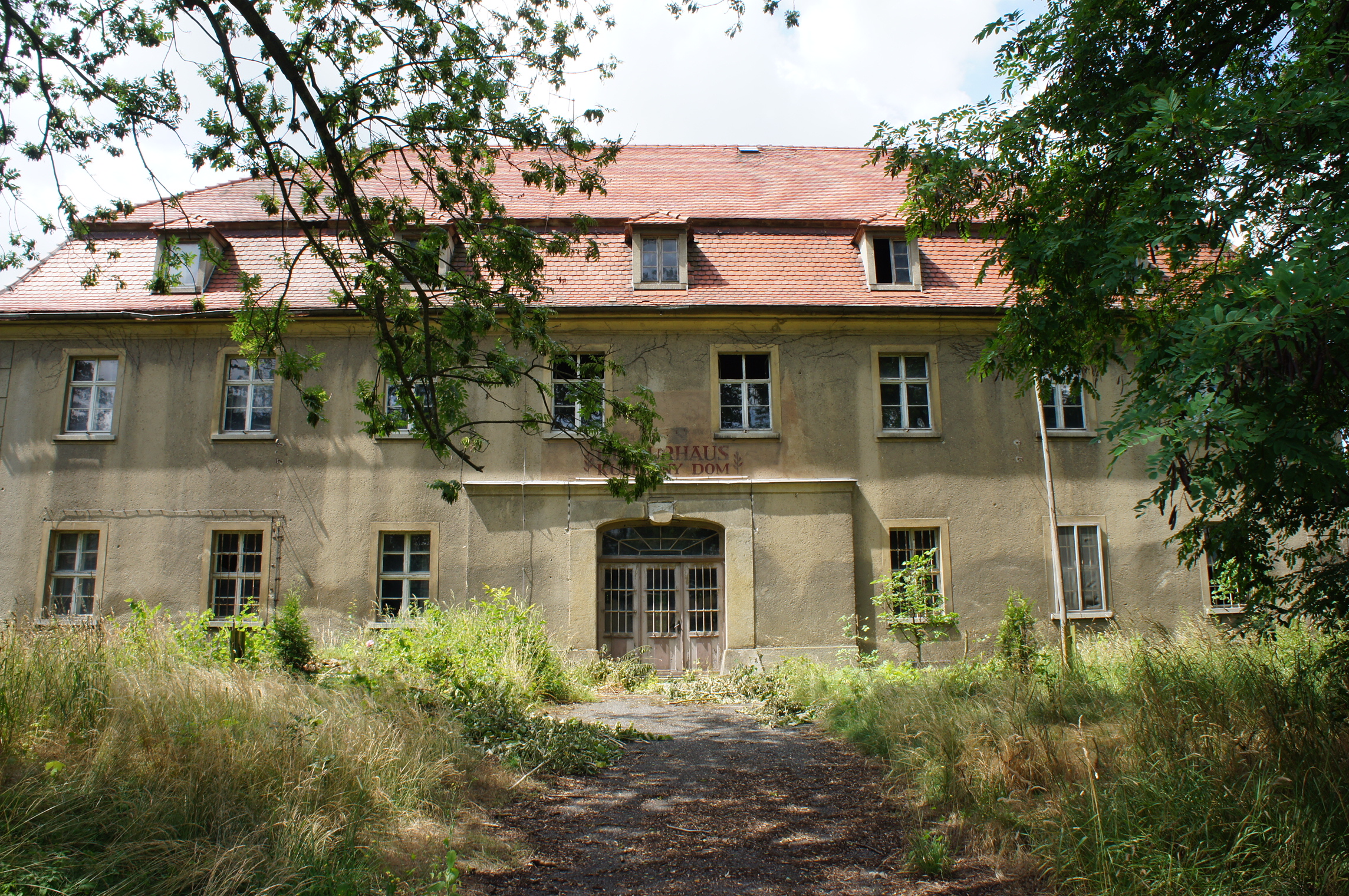
Gutshaus Sollschwitz, Anfang des 18. Jahrhunderts von den Theler erbaut

- Ober- und Nieder-Gersdorf: 1648–1684/1764
- Rehnsdorf: 1663–1741
- Zechau: 17. Jh.
- Wohlau: 1667–1767
- Malschwitz: 17. Jh.
- Laasow: 1682–1730
- Schkade: um 1700
- Puschwitz: um 1700
- Saritsch: 1722–72
- Niederjahna: 1759–80
- Niedergurig: 1769
- Maxdorf: 1769
- Prausitz: 1769
- Welsau: 1769
- Zellschen

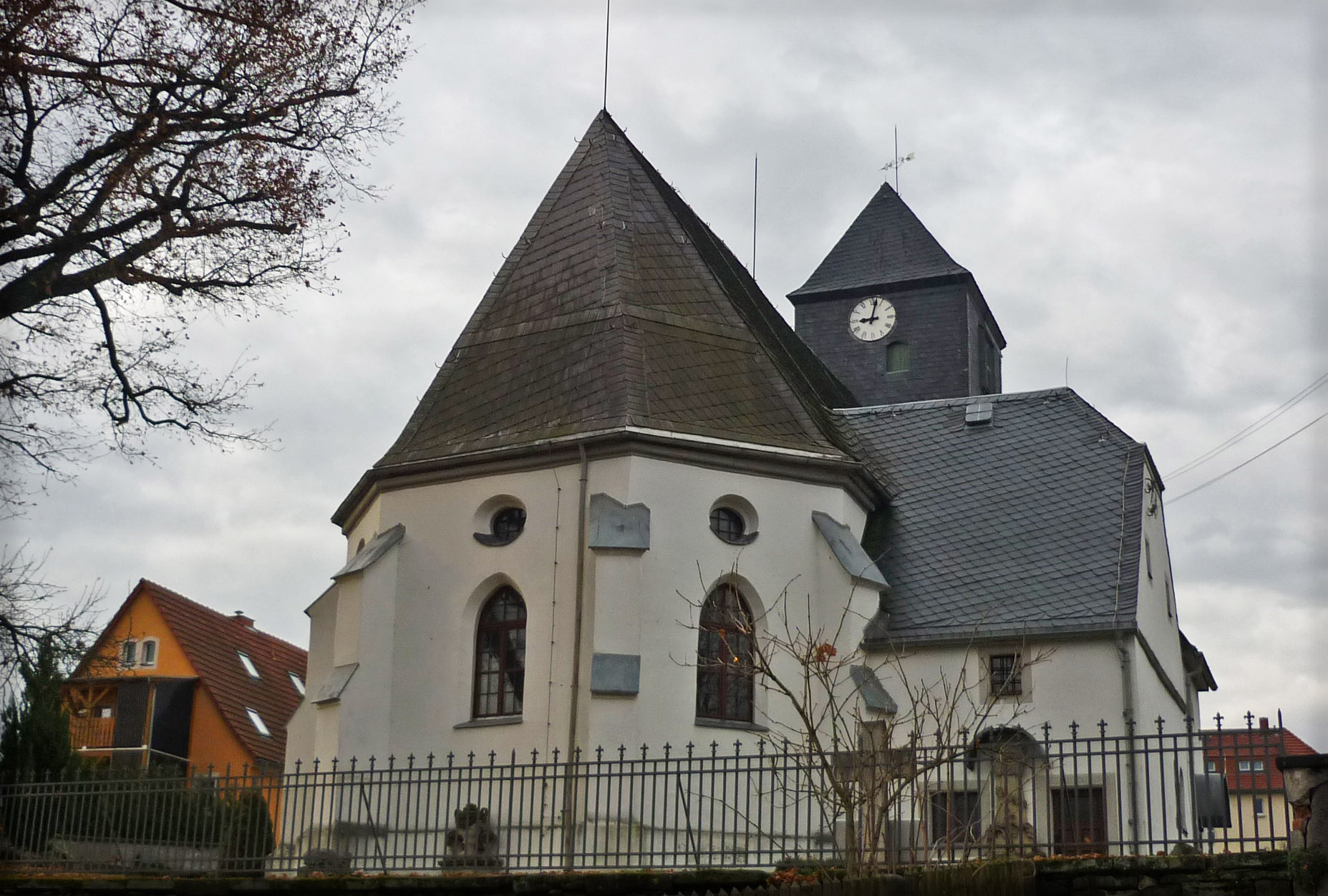
Kirche in Höckendorf, u. a. mit Theler-Grabsteinen, die mit dem benachbarten Bauernhof (links im Bild) auf den Grundmauern des Rittergutes steht
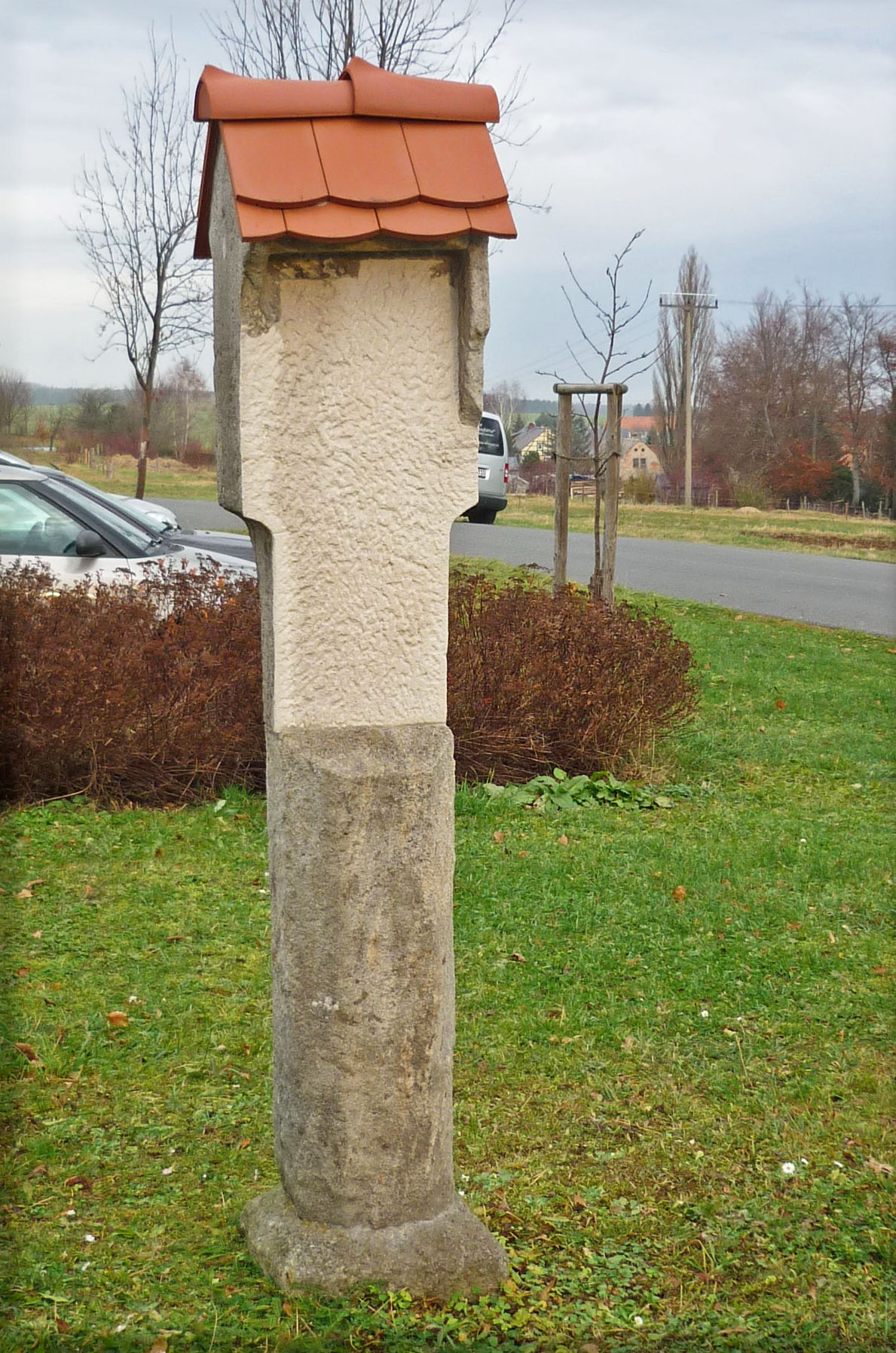
Eine der drei erhaltenen Thelersäulen unweit der Kirche in Höckendorf
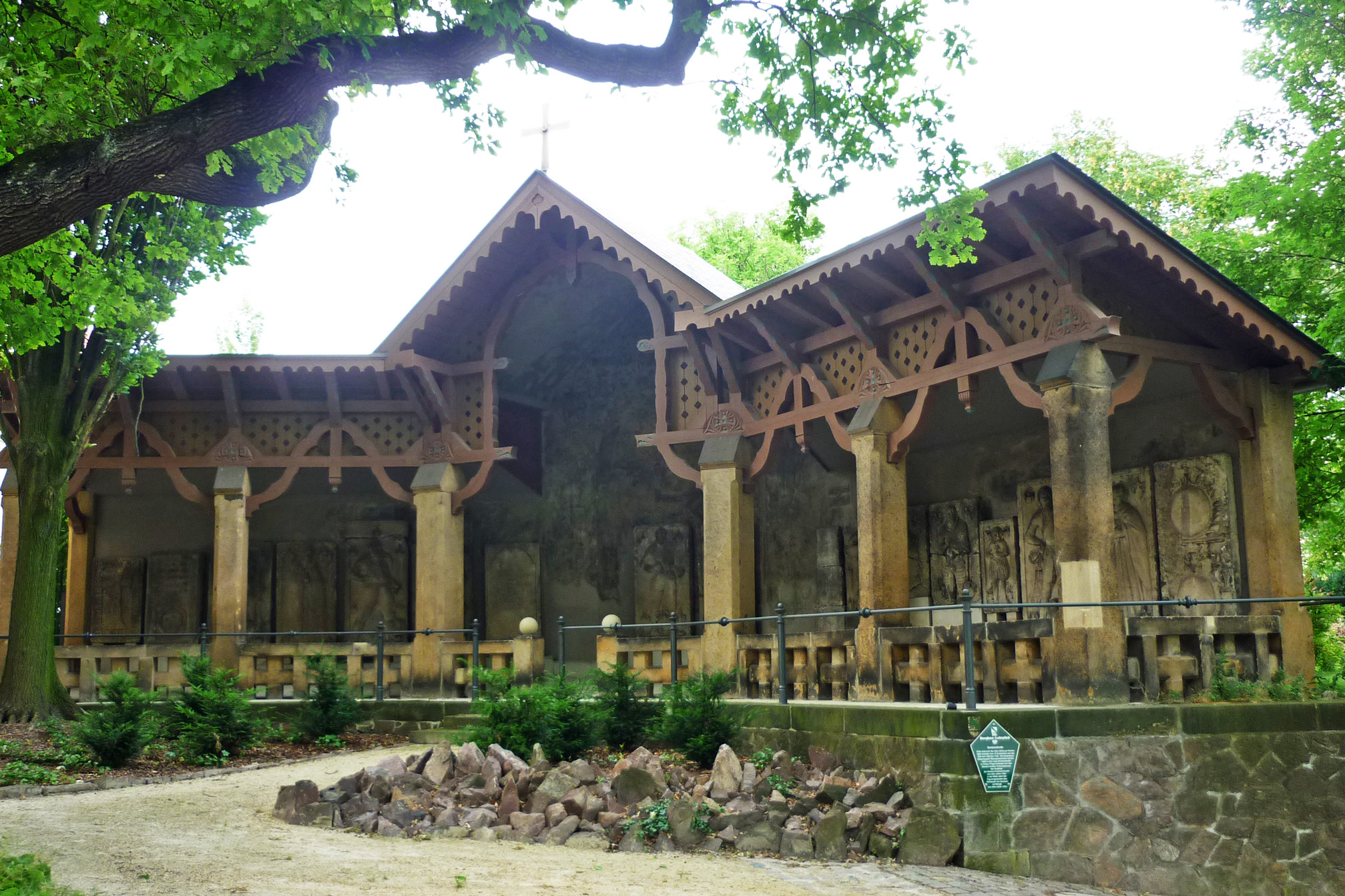
Denkmalhalle, u. a. mit den Theler-Grabsteinen, an der Lutherkirche in Freital-Döhlen
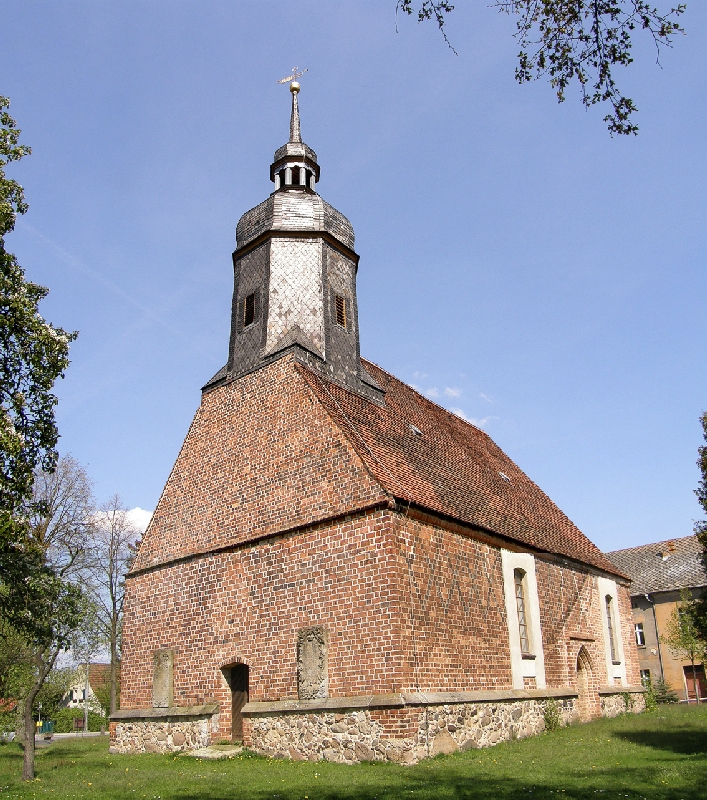
Kirche in Laasow mit von Theler´schem Grabmal
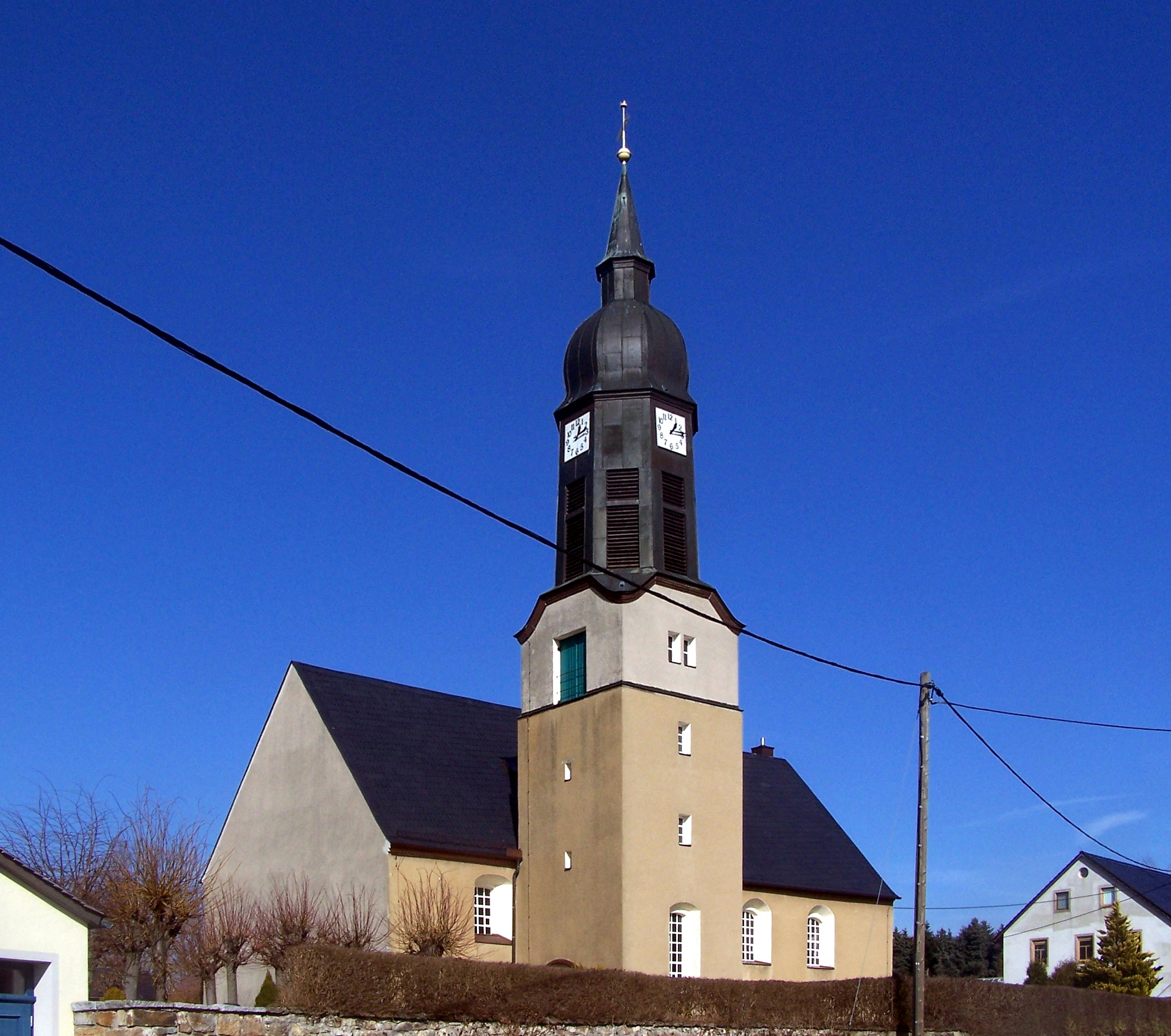
Kirche von Gersdorf mit von Theler´schem Grab und Epitaph
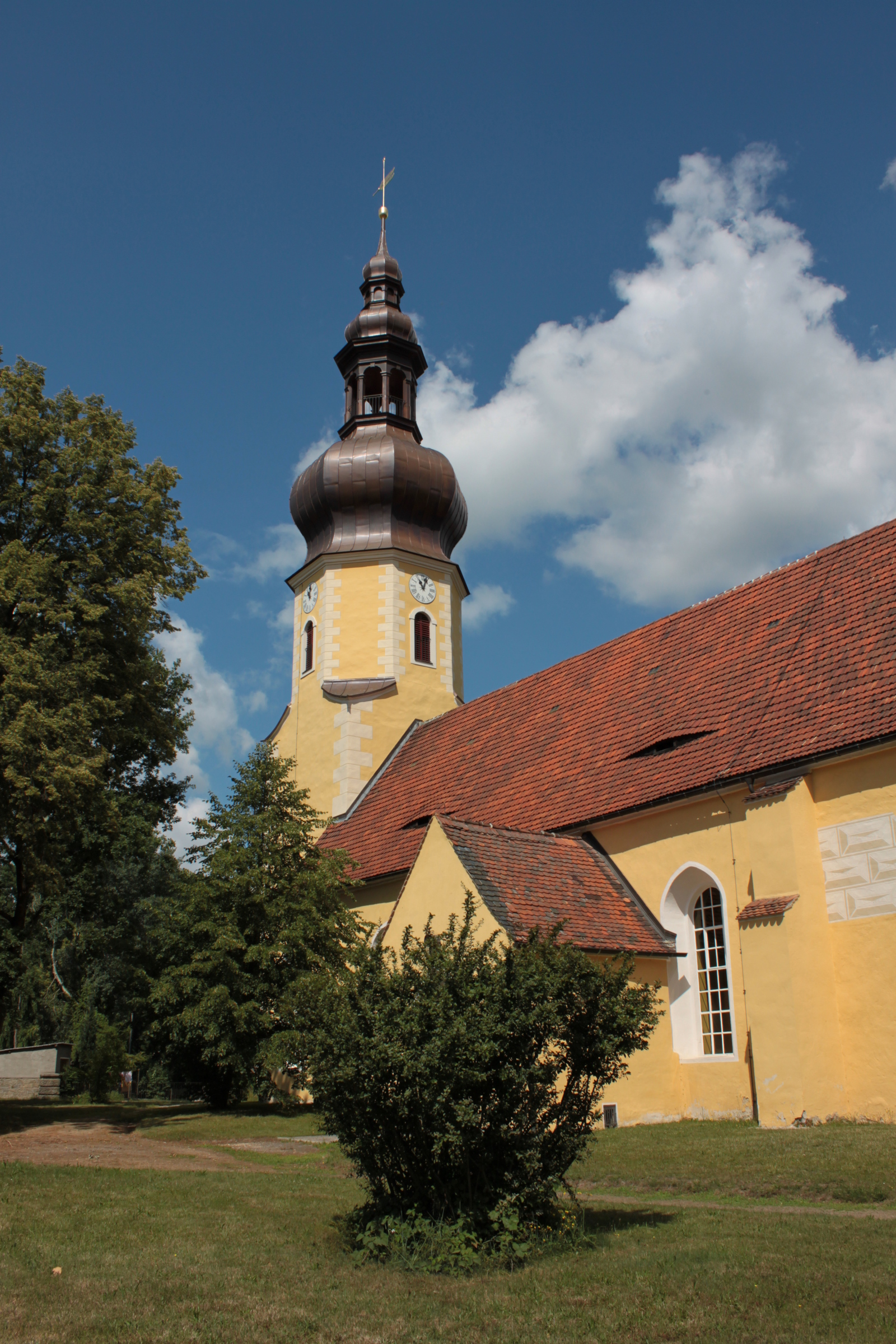
Neschwitzer Kirche mit von Theler´schem Grabmal

## Bekannte Familienmitglieder
- Conrad von Theler sen. (* vor 1316; † nach 1337)
- Conrad von Theler jun. (* vor 1316; † 1361) – Grabplatte in der Sakristei der Kirche Höckendorf
- Cuntz von Theler (1366)
- Heinrich von Theler (14. Jh.)
- Dietrich von Theler (14. Jh.)
- Conrad von Theler (1449)
- Caspar von Theler (1461) – Amtmann zu Belzig und Rabenstein
- Caspar von Theler († 1515) – 1494/97 Amtshauptmann zu Freiberg, Grabplatte mit Wappen in der Kirche Höckendorf
- Margaretha von Theler (geb. von Bolberitz, † 1497) – Grabplatte mit Wappen in der Kirche Höckendorf
- Ulrich von Theler († 1527) – Grabmal in der Sakristei der Kirche Höckendorf
- Mechthilda von Theler († 1530) – Grabmal in der Kirche Höckendorf
- Ulrich von Theler (* um 1510)
- Anna von Theler (geb. von Spiegel, 16. Jh.)
- Josua von Theler († 1590) – Grabmal an der Kirche Döhlen
- Joseph Benno von Theler (* um 1540; † vor August 1603) – auf Reichenbach
- Joseph Benno von Theler (* 1529; † 1610) – auf Höckendorf (bis 1565) und Potschappel, Grabmal an der Kirche Döhlen
- Maria von Theler (geb. von Deben, † 1578) – um 1570 Heirat mit J. B. v. Theler, Grabmal in der Kirche Höckendorf
- Wolfgang Ulrich von Theler († 1620) – Grabmal an der Kirche Döhlen
- Margharetha von Theler († 1598) – Grabmal an der Kirche Döhlen
- Conrad von Theler (* 1570; † 1633) – auf Neschwitz (nach 1615) und Potschappel, Grabmal an der Kirche Döhlen
- Katharina von Theler (geb. von Schönberg, † 1648) – 19. Februar 1604 Heirat mit C. v. Theler, Grabmal an der Kirche Döhlen
- Sophie Brigitta von Theler († 1642) – Grabmal in der Dorfkirche von Neschwitz
- Wolf Konrad von Theler (* 8. Juni 1612; † 1677) auf Neschwitz, Zechau und Wohlau
- Barbara Sabina von Theler (geb. von Pöllnitz, † 1638–40) – um 1636 Heirat mit W. K. v. Theler
- Adolf Caspar von Theler bzw. Wolf Caspar von Theler (* 26. März 1638; † 24. April 1684) Erb-, Lehn- und Gerichtsherr auf Ober- und Niedergersdorf, auf Neschwitz und Wohlau (1663) auf Laasow (ab 24. Oktober 1682/1683), Epitaph in der Kirche zu Gersdorf bei Elstra / Oberlausitz
- Helena Sophia von Theler (geb. von Nostitz, * 4. Dezember 1653 in Guttau; † 26. Mai 1714) – am 3. September 1669 Heirat mit W. C. v. Theler
- Christian Ulrich von Theler (* Anfang 1679; † 1694) auf Laasow (21. August 1684) – gest. im Oktober 1694 mit 15 Jahren und 9 Monaten in Budapest
- Hans Conrad von Theler, auch Johann oder Johannes († 23. Juni 1717) auf Laasow (1694) – Grabstein in der Kirche Laasow
- Helena Sophia von Theler (geb. von Gersdorff, † 27. Dezember 1725) – Heirat am 4. Dezember 1696 in Elstra mit J. C. v. Theler
- Hans Carl Friedrich von Theler (* 2. Juli 1706; † vor 1781)
- Wolf Christoph von Theler (1717) auf Laasow (bis 1730)
- Wolf Heinrich von Theler (1684) Erb-, Lehn- und Gerichtsherr auf Ober- und Niedergersdorf
- Heinrich Ferdinand von Theler († 1741) – Grab in der Kirche zu Gersdorf neben der Kanzel
- Anna von Theler († 1613)
- Esther von Theler (* 9. September 1580; † 10. November 1609)
- Hans Caspar von Theler († 1698) auf Schkade (1691)
- Margarethe von Carlowitz (geb. von Theler) – 1541–1577 Ehefrau von Wilhelm II. von Carlowitz auf Sedlitz, Grab im Meißner Dom
- Wolf Caspar von Theler († 26. März 1667) auf Malschwitz
- Maria Elenore von Theler (geb. von Nostitz, * 24. Dezember 1643) – am 30. Mai 1665 Heirat mit W. C. v. Theler
- Hans Caspar von Theler (* 1. Februar 1632; † 28. August 1698)
- Agnesa Elisabeth von Theler (geb. von Pistoris, * 14. Februar 1641; † 7. Oktober 1693) – am 22. Juni 1681 Heirat mit H. C. v. Theler
- Johann Kaspar Benjamin von Theler (* um 1650)
- Anna Sophia von Theler (geb. von Haugwitz, * um 1650 in Göda) – 1726 Heirat mit J. K. v. Theler
- Anna von Theler (geb. von Güntherode) auf Neschwitz (1674)
- George Bernhardt von Theler auf Neschwitz (1676)
- Conrad Heinrich von Theler auf Neschwitz (bis 1689)
- Brigitta von Theler (geb. von Loss, † 1634)
- Anna Dorothea von Theler († 1674)
- Johanna Eleonora von Theler (geb. von Nostitz, † 1678)
- Regina von Theler (geb. von Born, † 1678)
- Wolff Caspar von Theler († 1684)
- Agnes Elisabeth von Theler († 1693)
- Caspar Benjamin von Theler († 1697)
- Carl Gottlob von Theler (um 1700) auf Puschwitz
- Hans Capar Benjamin von Theler (1702)
- Johanna Beata von Theler (geb. von Zetschwitz, † 1704)
- Anna Sophia von Theler († 1720)
- Hans Christoph von Theler (1722) auf Saritsch